# Sant Just Desvern
Sant Just Desvern è un comune catalano di 13 870 abitanti situato nella comunità autonoma della Catalogna.

## Amministrazione

### Gemellaggi
- Camoapa
- Horb am Neckar